# فابيو ديباولي
فابيو ديباولي (بالإيطالية: Fabio Depaoli)‏ (24 أبريل 1997 بريفا دل غاردا في إيطاليا - ) هو لاعب كرة قدم إيطالي في مركز الوسط.

## روابط خارجية
- فابيو ديباولي على موقع قاعدة بيانات كرة القدم.إي يو (الإنجليزية)
- فابيو ديباولي على موقع Soccerway.com (الإنجليزية)
- فابيو ديباولي على موقع عالم كرة القدم.نت (الإنجليزية)
- فابيو ديباولي على موقع AS.com (الإسبانية)